# Corsa del XX settembre 1922
La Corsa del XX settembre 1922, già Roma-Napoli-Roma, diciassettesima edizione della corsa, si svolse il 20 settembre 1922 su un percorso di 338 km. La vittoria fu appannaggio dell'italiano Costante Girardengo, che completò il percorso in 13h55'00", precedendo i connazionali Federico Gay e Emilio Petiva.

## Ordine d'arrivo (Top 10)
| Pos. | Corridore           | Squadra       | Tempo     |
| ---- | ------------------- | ------------- | --------- |
| 1    | Costante Girardengo | Bianchi-Salga | 13h55'00" |
| 2    | Federico Gay        | Bianchi-Salga | s.t.      |
| 3    | Emilio Petiva       | Maino         | s.t.      |
| 4    | Romolo Lazzaretti   | -             | a 1"      |
| 5    | Pietro Linari       | Legnano       | a 45"     |
| 6    | ?                   | ?             | a 18'18"  |
| 7    | ?                   | ?             | s.t.      |
| 8    | ?                   | ?             | s.t.      |
| 9    | ?                   | ?             | s.t.      |
| 10   | ?                   | ?             | s.t.      |